# Туманов, Иван Константинович
Иван Константинович Туманов (16 октября 1906 — 6 декабря 1942 года) — советский лётчик, участник Великой Отечественной войны, майор, представлялся к званию Героя Советского Союза.

## Биография
Родился в 16 октября 1906 года в деревне Суровцово (ныне Ново-Ямское сельское поселение Старицкого района Тверской области). После окончания школы работал кочегаром. В 24 года вступил в ряды ВКП(б).
В 1931 поступил и в 1934 году окончил Ейское морское летное училище им. И.В. Сталина. Принимал участие в гражданской войне в Испании, войне с Финляндией.
В конце декабря 1939 года в составе 2-й эскадрильи 15-го истребительного авиационного полка из Белорусского Особого военного округа (прослужил там два месяца в должности командира звена) прибыл на Северный флот. Эскадрилья вошла в состав 72-го смешанного полка, а И. К. Туманов был назначен её флаг-штурманом. С декабря 1940 года – командир 3-й эскадрильи истребителей-бипланов И-153.
В первые месяцы Великой Отечественной войны, судя по записям в журнале боевых действий лётчиков авиаполка, именно его эскадрилья совершила наибольшее количество вылетов – с 22 июня по 25 августа 1941 года она произвела 1442 боевых вылета, из которых десять групповых – на штурм войск противника, после чего за отличное выполнение задания командование объявило лётчикам благодарность. Сам командир совершил 85 вылетов, сбив один «Ме-109». За боевые отличия был награжден орденом Красного Знамени, а в августе 1941 года вместе с лётчиком этого же полка Б. Ф. Сафоновым был представлен к званию Героя Советского Союза, однако данное награждение реализовано не было.
После ранения командира полка Героя Советского Союза Г. П. Губанова в сентябре 1941 года был назначен на его должность.
Указом Президиума Верховного Совета СССР от 18 января 1942 «за проявленное мужество, храбрость и героизм в борьбе с немецко-фашистскими захватчиками» 72-й Краснознаменный САП был преобразован во 2-й гвардейский смешанный авиационный Краснознамённый полк ВВС ВМФ.
20 марта 1942 года был подписан приказ наркома ВМФ об организационных изменениях в авиации флота. Во 2-й гвардейский смешанный авиационный полк передавался личный состав 78-го полка со всей авиационной техникой. Командиром 2-го гвардейского смешанного авиационного Краснознаменного полка стал Герой Советского Союза майор Б. Ф. Сафонов. Бывшая сафоновская эскадрилья из 2-го полка, имевшая на вооружении самолеты И-16, перешла в 78-й полк, его командиром был назначен капитан И. К. Туманов.
После гибели дважды Героя Советского Союза Б. Ф. Сафонова 18 июня 1942 года был назначен командиром 2-го Гвардейского истребительного авиационного полка. Летал на американском «Curtiss P-40».
Погиб 6 декабря 1942 года в авиакатастрофе, выполняя боевое задание.
На боевом счету майора И. К. Туманова были 1 личная и 3 групповые воздушные победы, хотя есть сведения, что он записывал сбитые им самолеты на своих ведомых.
Имя И. К. Туманова увековечено на мемориальной доске музея ВВС Северного Флота и на памятнике авиаторам-североморцам, погибшим в море. В октябре 2021 года на месте гибели самолёта И. К. Туманова был установлен памятный знак.

## Награды
- Орден Красного Знамени (15.08.1941)[5]
- Крест «За выдающиеся летные заслуги» (Великобритания) — 19 марта 1942 г.[6]